# Pure Heroine
Pure Heroine – debiutancki album nowozelandzkiej piosenkarki Lorde. Wydany został 27 września 2013 roku przez wytwórnię Universal Music. Album został poprzedzony wydaniem EPki The Love Club EP, na której znalazł się pierwszy singel zatytułowany „Royals”, który dotarł do pierwszego miejsca na listach przebojów w Nowej Zelandii, Stanach Zjednoczonych i Kanadzie. Drugim singlem z  Pure Heroine został utwór „Tennis Court”, natomiast 13 września wydany został trzeci singel „Team”. Następnymi singlami z płyty były „No Better” oraz „Glory and Gore”.

## Lista utworów
| Edycja standardowa | Edycja standardowa  | Edycja standardowa                | Edycja standardowa | Edycja standardowa |
| Nr                 | Tytuł utworu        | Tekst                             | Muzyka             | Długość            |
| ------------------ | ------------------- | --------------------------------- | ------------------ | ------------------ |
| 1.                 | „Tennis Court”      | Ella Yelich O'Connor, Joel Little | Joel Little        | 3:18               |
| 2.                 | „400 Lux”           | Yelich O'Connor, Little           | Little             | 3:54               |
| 3.                 | „Royals”            | Yelich O'Connor, Little           | Little             | 3:10               |
| 4.                 | „Ribs”              | Yelich O'Connor, Little           | Little             | 4:18               |
| 5.                 | „Buzzcut Season”    | Yelich O'Connor, Little           | Little             | 4:06               |
| 6.                 | „Team”              | Yelich O'Connor                   | Little             | 3:13               |
| 7.                 | „Glory and Gore”    | Yelich O'Connor, Little           | Little             | 3:30               |
| 8.                 | „Still Sane”        | Yelich O'Connor                   | Little             | 3:08               |
| 9.                 | „White Teeth Teens” | Yelich O'Connor                   | Little             | 3:36               |
| 10.                | „A World Alone”     | Yelich O'Connor                   | Little             | 4:54               |
|                    |                     |                                   |                    | 37:07              |

## Personel
- Ella Yelich O'Connor – wokal, produkcja dodatkowa (utwory 5,6 i 10)
- Joel Little – produkcja, miksowanie, inżynieria, instrumentacja
- Stuart Hawkes – mastering
- Charles Howells – fotografia
- Mario Hugo – design, illustracje
- Ania Nowak – pomoc artystyczna

## Pozycje na listach przebojów
| Kraj              | Lista (2013-14)        | Najwyższa pozycja | Status             |
| ----------------- | ---------------------- | ----------------- | ------------------ |
| Australia         | Top 50 Albums          | 1                 | 2× platynowa płyta |
| Austria           | Alben Top 75           | 14                | platynowa płyta    |
| Belgia (Flandria) | Ultratop 50            | 17                | —                  |
| Belgia (Wallonia) | Ultratop 50            | 16                | —                  |
| Dania             | Top 40 Albums          | 12                | —                  |
| Finlandia         | Top 50 Albums          | 17                | —                  |
| Francja           | Top 200 Albums         | 20                | złota płyta        |
| Hiszpania         | Top 100 Albums         | 58                | —                  |
| Holandia          | Album Top 100          | 14                | —                  |
| Irlandia          | Top 100 Albums         | 4                 | —                  |
| Kanada            | Canadian Albums Chart  | 2                 | 2× platynowa płyta |
| Niemcy            | Top 100 Albums         | 13                | złota płyta        |
| Norwegia          | Top 40 Albums          | 2                 | —                  |
| Nowa Zelandia     | Top 40 Albums          | 1                 | 4× platynowa płyta |
| Polska            | OLiS                   | —                 | złota płyta        |
| Portugalia        | Top 30 Albums          | 13                | —                  |
| Stany Zjednoczone | Billboard 200          | 3                 | 2× platynowa płyta |
| Stany Zjednoczone | Top Alternative Albums | 1                 | 2× platynowa płyta |
| Stany Zjednoczone | Top Rock Albums        | 1                 | 2× platynowa płyta |
| Szwajcaria        | Alben Top 100          | 8                 | —                  |
| Szwecja           | Top 60 Albums          | 6                 | —                  |
| Wielka Brytania   | Albums Top 100         | 4                 | złota płyta        |
| Włochy            | Top 100 Albums         | 26                | —                  |